# Villa Medicea di Coltano
La Villa Medicea di Coltano est une villa médicéenne qui se situe à Coltano près de San Piero a Grado (où se trouve la célèbre  San Pietro Apostolo), une frazione de la commune de Pise.

## Histoire
Le village était déjà habité à l'age du bronze vers 1500 av. J-C.
Le terrain appartenait initialement à l'abbaye de San Savino et, transmis par une bulle papale de Pie IV, passa en  1562 à l'Ordre militaire des Cavalieri di Santo Stefano, fondé par Cosme Ier de Médicis pour combattre les corsaires turcs en mer Méditerranée.
Cosme  avait entamé en 1558, un fossé dit des Bocchette, pour le projet plus vaste de l'assainissement des terrains marécageux de la région limitrophe de Pise et de Livourne.
Le domaine  produisait déjà abondamment des céréales et des produits laitiers, grâce à un élevage de bétail florissant, lorsque Montaigne la visita en 1581.
La villa fut réalisée en 1586 par Bernardo Buontalenti, comme centre administratif commandité par Don Antonio de' Medici, avec des fortifications avec quatre tourelles d'angle (comme la  villa Medicea di Camugliano).
Elle fut employée souvent comme résidence de chasse, intégrée plus tard  parmi les huit réserves grand-ducales, avec Poggio Imperiale, le Cascine dell'Isola, Cafaggiolo, Migliarino, San Rossore et du Tombolo.
Les Habsbourg-Lorraine, entrés en possession du patrimoine médicéen en 1737, plutôt que de disperser  le domaine, comme il arriva pour beaucoup  de villas médicéennes, l'agrandirent et  l'ornèrent, en l'employant même comme lieu de représentation, comme lors de la visite de Ferdinand de Bourbon en 1785. La vaste réserve de chasse en était un des éléments les plus appréciés, et Léopold II en agrandit l'étendue.
Après avoir appartenu à la maison de Savoie  et ensuite à l'État Italien, elle est venue en dotation, avec d'autres domaines entre Pise et Livourne (comme la villa Seravezza), à l'Opera Nazionale Combattenti, qui la revendit ensuite jusqu'à son actuel propriétaire, la Commune de Pise, qui la maintint ouverte au  public et réalisa de nombreuses activités dans son parc.

## Sources
- (it) Cet article est partiellement ou en totalité issu de l’article de Wikipédia en italien intitulé « Villa medicea di Coltano » (voir la liste des auteurs).